# Itilo (figlio di Zeto)
Itilo (in greco antico: Ἴτυλος?, Ítylos) è un personaggio della mitologia greca. Fu un principe di Tebe.

## Genealogia
Itilo era figlio di Zeto e di Aedona e fratello di Neis.

## Mitologia
Fu ucciso dalla madre ancora bambino e con l'inganno fu dato in pasto al padre. Lei, madre invidiosa della numerosa prole della cognata Niobe, escogitò di uccidere il figlio maggiore della rivale ma sbagliò letto ed uccise Itilo.